# Ahad bint Abdullah
Sayyida Ahad bint Abdullah bin Hamad Al Busaidiyah (arabisch عهد بنت عبد الله بن حمد البوسعيدية, DMG ʿAhd bt. ʿAbd Allāh b. Ḥamad al-Būsaʿīdiyya; * 4. April 1970 in Maskat) ist die Ehefrau des seit Januar 2020 regierenden Sultans von Oman, Haitham bin Tariq.

## Biographie
Ahad bint Abdullah wurde 1970 als Tochter von Abdullah bin Hamad Al-Busaidi, dem späteren Unterstaatssekretär für Justiz, islamische Stiftungen und sonstige Angelegenheiten und von 1990 an Gouverneur der nordomanischen Exklave Musandam, geboren. Ihre Mutter ist die im Mai 2025 verstorbene Khalsa bint Nasr Al-Busaidi.
Sie absolvierte ein Soziologiestudium. 1989 heiratete Ahad bint Abdullah Haitham bin Tariq, damals Unterstaatssekretär des Außenministeriums, später Kulturminister Omans. Dieser wurde im Januar 2020 Nachfolger des kinderlos verstorbenen Sultans Qabus ibn Said, der ihn in seinem Testament bestimmt hatte. Sultan Haitham und seine Frau haben vier Kinder:
- Kronprinz Theyazin bin Haitham (* 21. August 1990), aktuell (2023) Kultur-, Sport- und Jugendminister[9]
- Bilarab bin Haitham (* 1995)
- Thuraya bint Haitham
- Omaima bint Haitham

Ihre erste öffentliche Rede als Ehefrau des Sultans hielt sie am 17. Oktober 2020, dem omanischen Frauentag. Sie machte dabei deutlich, dass sie Frauenförderung im Sultanat zu ihrer Aufgabe machen werde. In ihrer Rede hob Al Busaidiyah hervor, dass ihr Ehemann die Arbeit des verstorbenen Sultans Qaboos fortsetzen werde, indem er beispielsweise Frauen in prominente Regierungsämter beförderte. Ahad tritt regelmäßig bei frauenpolitisch relevanten Anlässen auf, beispielsweise der Abschlussfeier von Absolventinnen der omanischen Polizeiakademie. Sie betont die Bedeutung von Bildung und Weiterbildung von Frauen für den gesamtgesellschaftlichen Fortschritt.
Ahad bint Abdullah gilt als Stilikone. Bei ihren Auftritten präsentiert sie Roben prominenter omanischer Modedesignerinnen.

## Familiäres
Ahads Schwester Rawdah bint Abdullah ist mit Shihab bin Tariq Al Said verheiratet, dem Bruder des Sultans, ihre gemeinsame Tochter Meyyan heiratete 2021 ihren Cousin, den Kronprinzen Theyazin, im Mazay-Saal des Qasr al-ʿAlam.